# Vitus Brander
Vitus Brander (* 2. Juni 1880 in Reistenhausen; † 30. März 1969 in Würzburg) war ein deutscher römisch-katholischer Theologe und Kirchenhistoriker.

## Leben
Vitus Brander wurde als Sohn eines Handwerkers in Reistenhausen am 2. Juni 1880 geboren. Nachdem er die Volksschule absolviert hatte, trat er eine Lehre als Steinhauer an, anschließend legte er sein Abitur am Gymnasium in Aschaffenburg mit Erfolg ab. Anschließend studierte er am Katholischen Priesterseminar Würzburg. Dort erhielt er am 31. Juli 1904 seine Priesterweihe. Anschließend studierte er weiter an der Universität Berlin.
Von 1907 bis 1908 war er als Kaplan am Würzburger Juliusspital tätig. In Würzburg wurde er im Jahr 1907 zum Doktor der Theologie promoviert. Im Folgejahr stellte man ihn als Präfekt am Kilianeum in Würzburg an; zum Subregens am Priesterseminar ernannte man ihn am 15. Oktober 1911. Im selben Jahr strebte Brander an, Privatdozent für das Neue Testament an der Universität Würzburg zu werden, doch erfuhr die Bewerbung Widerstand seitens Johannes Hehn sowie Sebastian Merkle, sodass man Brander die Stelle nicht übergab.
Am Würzburger Priesterseminar beförderte man Brander am 26. September 1926 zum Regens; dieses Amt behielt er bis zum 30. November 1936 inne, und am ersten Tag des nächsten Jahres berief man ihn zum Würzburger Domkapitel. Dort ernannte man ihn sowohl zum Päpstlichen Hausprälaten wie auch zum Apostolischen Protonotar. Außerdem spielte er mehrere Jahre die Rolle des Vorsitzenden des Diözesancaritasverbandes. Auch händigte man ihm den Bayerischen Verdienstorden aus (9. Mai 1961).
Brander starb in Würzburg am 30. März 1969 im Alter von 88 Jahren und wurde in der Kapitelsgruft des Würzburger Doms bestattet.

## Veröffentlichungen (Auswahl)
- Der naturalistische Monismus der Neuzeit oder Haeckels Weltanschauung, systematisch dargelegt und kritisch beleuchtet. Paderborn 1907.
- Die Seherin von Schippach. Enthüllungen über ihre Offenbarungen und ihr Werk. Mainz 1916.
- Julius Echter von Mespelbrunn, Fürstbischof von Würzburg. Sein Leben und Wirken zum 300jährigen Todes-Gedenktag dem christlichen Frankenvolke erzählt. Würzburg 1917.
- Die Dotationsrechte des Würzburger Priesterseminars an die Universität. Eine Denkschrift über die Aufwertung der Dotationsleistungen. Würzburg 1927.
- Studien zur Rechtsgeschichte des Juliusspitals in Würzburg. In: Würzburger Diözesangeschichtsblätter. Band 21, 1959, S. 137–156.